# Claudine Loquen
Claudine Loquen [klo.ðĩn lokɛ̃n],( Sainte-Adresse, 22 de febrero de 1965) es una pintora, escultora e ilustradora francesa. Su trabajo es parte del arte marginal y del arte naïf.
Divide su vida entre París y su estudio en Normandía.

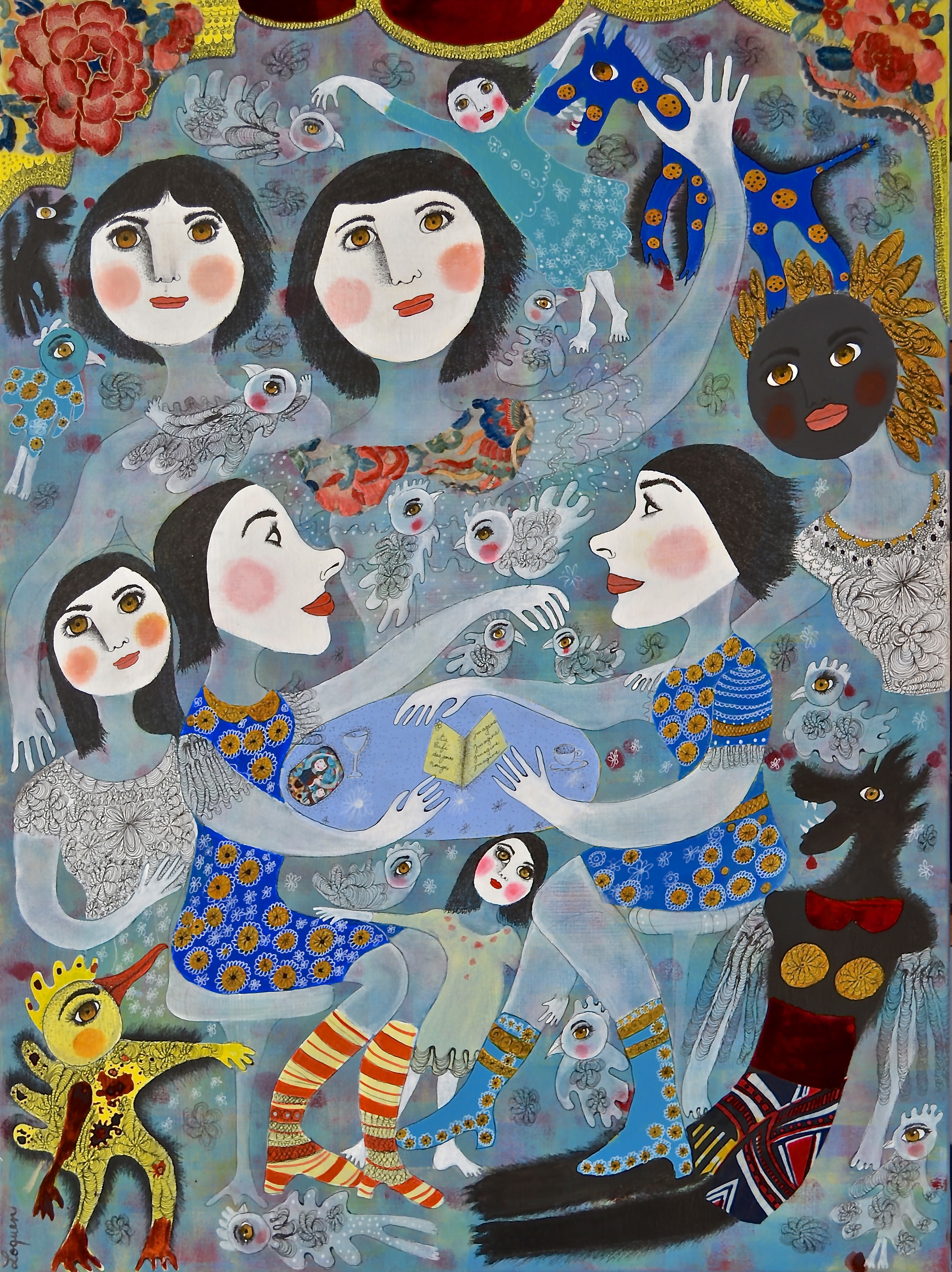
Au café des joues rouges - Claudine Loquen

## Biografía
Claudine Marie Claire Loquen nació, junto con su hermana gemela, el 22 de febrero de 1965, en Sainte-Adresse. Sus antepasados, originarios de las Côtes d'Armor y del Pays de Caux, en Seine-Maritime, son tejedores, bordadores y sastres.
Pasó su infancia en Le Havre, Petite-Rosselle, Chalon-sur-Saône y luego en Veauville-lès-Baons. En su adolescencia, asistió a la escuela de Bellas Artes de Le Havre. En 1979, comenzó a estudiar artes visuales en el Liceo Claude-Monet de Le Havre y luego en el Liceo Jeanne-d'Arc de Rouen, donde obtuvo su bachillerato en 1982. Después de estudiar literatura en la Universidad de Rouen-Normandía, trabajó en varios oficios.
Su primera exposición individual tuvo lugar en 2003, en el café literario Les Deux Magots de París. Fue seguida por muchas otras, en Francia y en el extranjero. 
Colombe Anouilh d'Harcourt, hija de Jean Anouilh, el 8 de diciembre de 2014, le concedió el premio Jean Anouilh por su trabajo en el lienzo Chicas con lobos (Jeunes filles aux loups) presentado en el Salón de Otoño de París.
En 2021, ganó el premio de Arte Naif por su cuadro A la sombra de las doncellas en flor (A l'ombre des jeunes filles en fleurs) en el Salón de otoño de París.
En 2021, creó y presidió la sección de Arte Naif en el Salón de Otoño de París, reuniendo a una veintena de artistas del movimiento de arte naïf..
Los temas favoritos de Loquen son las mujeres y los lobos.

## Exposiciones (selección)

### Museos e instituciones
- 2023 : Hermanas...e historias, Centro culrural Jean-Pierre Fabrègue, Saint-Yrieix-la-Perche, Francia
- 2022, 2016 : The National Art Center Museum, Salón de Otoño en Tokio, Japón
- 2020 : Los cómplices de Luis (Les complices de Luis), Universidad de Rouen-Normandía, Mont-Saint-Aignan, Francia
- 2019 : Las Damas de los Andelys (Les Dames des Andelys), Museo Nicolas Poussin, Les Andelys, Francia (personal)[3]
- 2019 : International Children’s Art Museum, Salón de Otoño en Xi'an, China
- 2018 : Pídeme prestado (Empruntez-moii), Universidad de Rouen-Normandía, Mont-Saint-Aignan, Francia
- 2016 : Mientras haya lobos (Tant qu'il y aura des loups), Museo de Arte Espontáneo, Bruselas (personal), Bélgica[4]
- 2016  : Imaginaives, Museo Internacional de Arte Ingenuo, Magog, Canadá
- 2016 : Lobo¿a dónde vas? (Loup, où vas-tu ?), Universidad de Rouen-Normandía, Mont-Saint-Aignan (personal)
- 2011 : Retratos singulares (Portraits singuliers), Sénat, Pabellón Davioud, Jardin du Luxembourg,, París (personal)[5]
- 2011 : Museo de Arte Espontáneo, Evere (personal), Bélgica
- 2012 : Museo de Hainan, Salón de Otoño, Haikou, China
- 2012 : Las metamorfosis (Les Métamorphosées), con ediciones Lelivredart, Museo de la Halle Saint-Pierre, París
- 2012 : French Art Meeting, con ediciones Patou, Centro Cultural Ucraniano, París
- 2009 : French connection, Alliance Française, Atlanta, USA
- 2004 : Princesas singulares (Princesses singulières) , Ayuntamiento de París 4e (personal)

### Galerías (exposiciones personales)
- 2021 : Lobos, Galería Les peintres du Marais, París
- 2018 : Galería Rollin, Rouen, Francia[6]
- 2018 : Galería del Parco, Barneville-Carteret, Francia
- 2016 : Diseños, Galerie Cap'art, Quintin, Francia[7]
- 2016 : Visiones singulares, Galería Les Champs, Saint-Brieuc, Francia
- 2016 : Galería Le Marque Page, Quintin, Francia
- 2015 : Galerie de l'Echiquier, Pouzauges, Francia
- 2015 : Galerie-Librairie Le rêve de l'escalier, Rouen, Francia
- 2013 : Galería Saint-Louis, Toulon, Francia
- 2008 : Galería Cécile Charron, París, Francia
- 2006, 2004 : Galerie Cap'art, Quintin, Francia
- 2005 : Galería Armonti, París , Francia
- 2003 : Café Les Deux Magots, Saint-Germain-des-Prés, París, Francia
- 2005, 2004 : Galerie-Librairie Le Poche-Café, Dinan, Francia
- 2004 : Galería Etienne de Causans, París, Francia
- 2004, 2003 : Galería  Mailletz, París, Francia

## Ilustraciones
Claudine Loquen ha colaborado con varios autores 
- 2018, Michel Lautru (para el prefacio), Pan ! C'est toi le loup, Ed Voix Tissées, Montrouge, Francia.[8]
- 2017, Luis Porquet ((para el prefacio), Résonances Singulières, Ed. Lelivredart, Paris. Francia[9]
- 2013, Philippe Quinta (para el prefacio), Comme en semant, Ed. SOC & FOC, La meilleraye, Francia[10]